# Hypopta
Hypopta is een geslacht van vlinders van de familie van de Houtboorders (Cossidae), uit de onderfamilie van de Hypoptinae.

## Soorten
- Hypopta aethiops (Herrich-Schäffer, 1855)
- Hypopta albescens (Ureta, 1957)
- Hypopta albicosta Hering, 1923
- Hypopta ambigua Hübner, 1818
- Hypopta aquila (Dognin, 1916)
- Hypopta breyeri (Ureta, 1957)
- Hypopta brunneomaculata (Dyar & Schaus, 1937)
- Hypopta caestoides Herrich-Schäffer, 1853
- Hypopta chiclin (Dognin, 1905)
- Hypopta correntina Berg, 1882
- Hypopta malina (Dognin, 1891)
- Hypopta marmorata (Maassen, 1890)
- Hypopta mendosensis Berg, 1882
- Hypopta metana (Dognin, 1910)
- Hypopta monsalvei Ureta, 1957
- Hypopta palmata Barnes & McDunnough, 1910
- Hypopta rubiginosus (Herrich-Schäffer, 1853)
- Hypopta selenophora Hering, 1923
- Hypopta superba Berg, 1882
- Hypopta terranea (Ureta, 1957)
- Hypopta variegata Köhler, 1924